# Catarina (ALT 187)
Pour les articles homonymes, voir Catarina.
Le Catarina est un ancien bateau de pêche à voile allemand. Il porte le numéro de pêche ALT 287. Il est considéré comme un navire traditionnel depuis sa vaste restauration en 1976-1978. Il a reçu à plusieurs reprises des honneurs pour la qualité de sa restauration et l'importance documentaire par rapport à l'histoire maritime, et il est considéré comme le seul spécimen de sa classe de voilier de pêche qui navigue encore. 
Il fait partie de la flotte du Stiftung Hamburg Maritim (Fondation maritime de Hambourg) dans le port de Hambourg .

## Historique
Hans Rübcke, pêcheur sur l'Elbe, fit construire le Catarina selon ses propres idées en 1889 par le chantier naval Johann Brandt à Neuhof près de Hambourg. Il devait convenir à plusieurs types de pêche sur tout le cours de l'Elbe et pratiquait parfois la pêche au filet dérivant. Pendant les mois d'été, il pratiquait également la pêche dans les vasières avec un filet maillant ou utilisait des chaluts de fond lorsqu'il travaillait dans l'estuaire de l'Elbe près de Cuxhaven. Les principaux poissons capturés étaient l'anguille, l'esturgeon et l'éperlan, ainsi que la plie dans la mer des Wadden. Le Catarina est resté en possession de la famille Rübcke jusqu'en 1951. Ensuite, sa coque a été revendue à un acheteur inconnu. 

### Préservation
Après sa mise hors service en 1976, le marchand hambourgeois Wolfgang Friedrichsen l'a acheté et restauré entièrement. Il a légué son navire à la Fondation maritime de Hambourg. Le navire est de nouveau en service depuis 2007 après une longue restauration renouvelée en 2004-2006 et une clarification du statut d'opérateur. La Freunde des Fischewers Catarina (Les Amis de l'Association des pêcheurs de Catarina) s'occupent de l'entretien et de la maintenance au nom et en coopération avec la fondation.

## Galerie

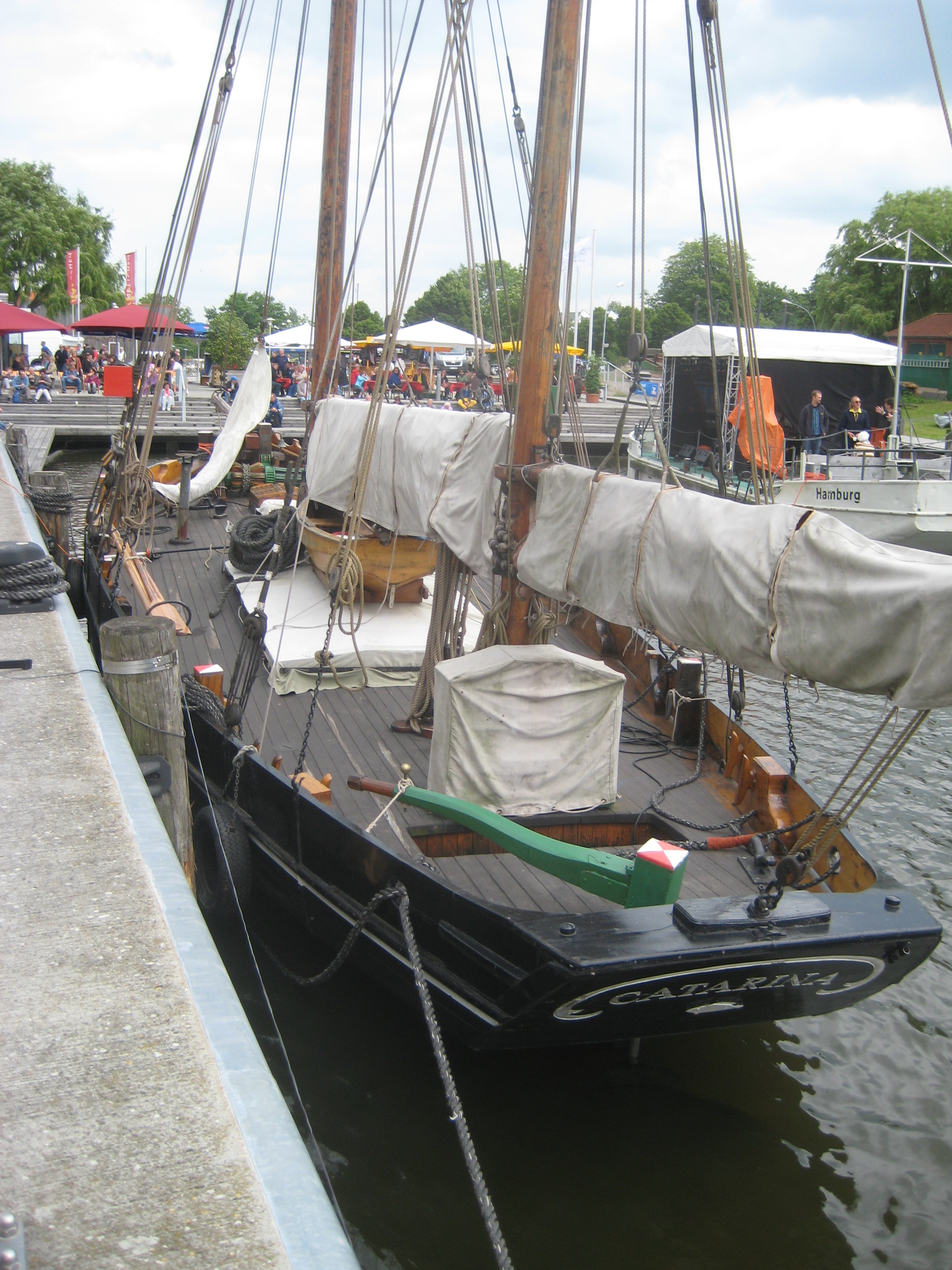
Catarina en 2012
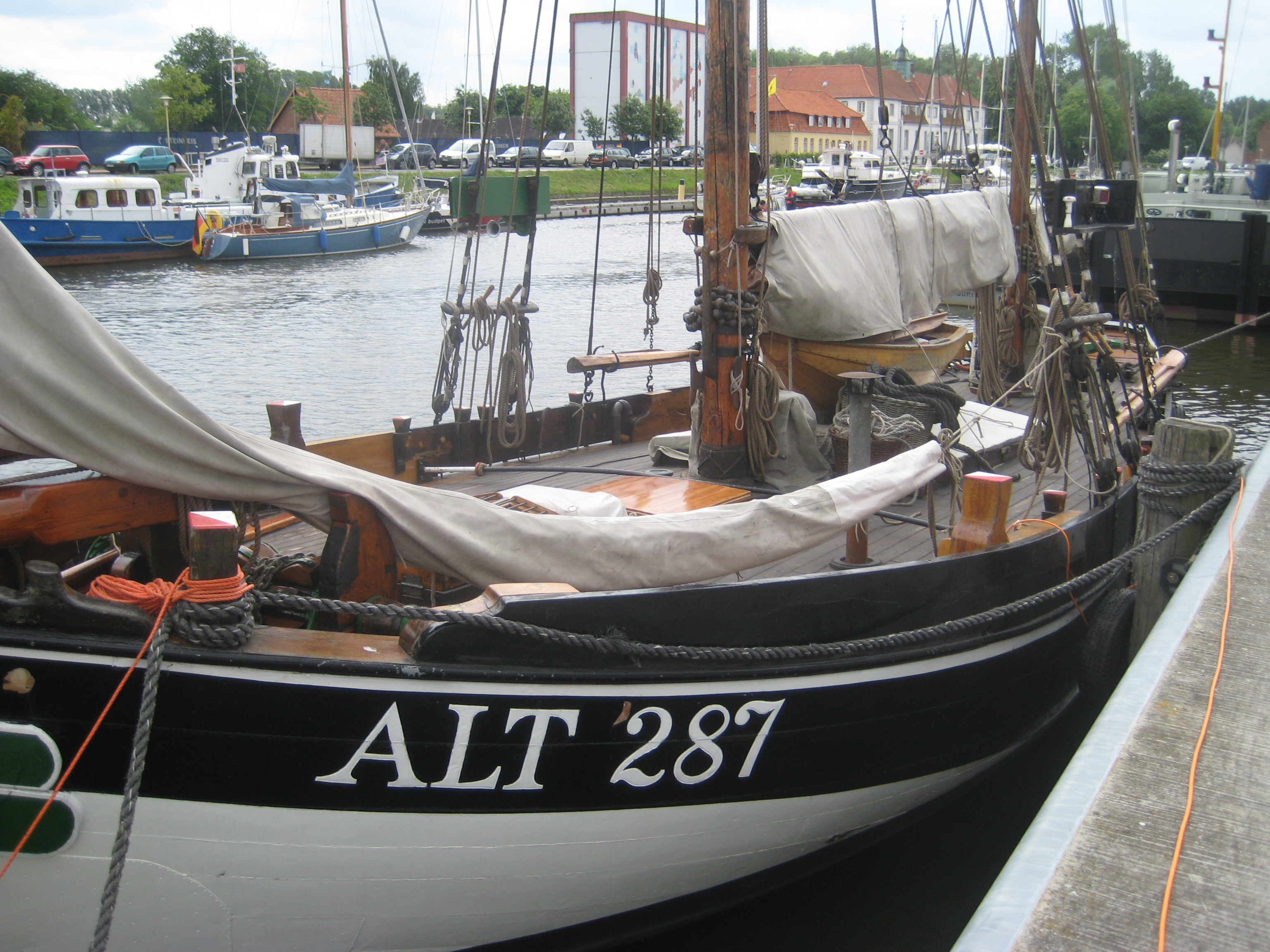
Pont du Catarina
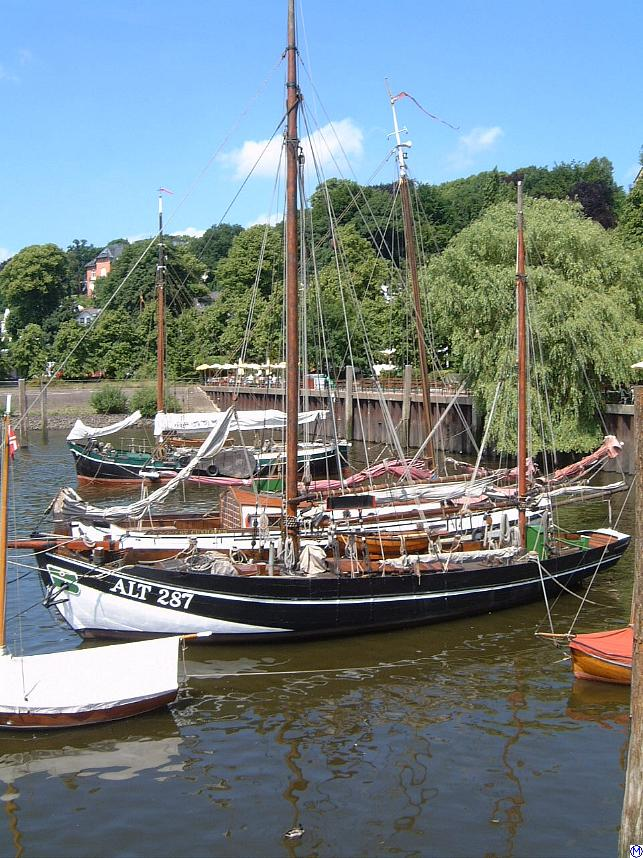
au Museumshafen Oevelgönne